# Ranunculus camissonis
A Ranunculus camissonis a boglárkavirágúak (Ranunculales) rendjébe és a boglárkafélék (Ranunculaceae) családjába tartozó faj.

## Előfordulása
A Bering-szoros környékén, azaz Kelet-Szibériában és Alaszkában élő Ranunculus camissonist korábban a gleccserboglárka (Ranunculus glacialis) alfajának vélték, Ranunculus glacialis subsp. camissonis név alatt. Azonban manapság elnyerte az önálló faji státuszát és a gleccserboglárkával együtt alkotják a Ranunculus subg. Crymodes nevű alnemzetséget.